# Kim Sin Yong
Kim Sin Yong (* 1. April 1945 in Pusan) ist ein südkoreanischer Schriftsteller und Lyriker.

## Leben
Kim Sin Yong wurde am 1. April 1945 in Pusan geboren. Seine Familie war arm, die Umstände waren chaotisch und anlässlich seiner Geburt fanden keine großen Feiern statt. Von klein an erlebte er Armut, Trennung und Tod. Mit vierzehn Jahren verlor er seinen Vater und kurz darauf verließ ihn seine Großmutter. Da auch seine beiden älteren Geschwister ihn im Stich ließen, blieb ihm nichts anderes übrig, als mit seinen drei Halbschwestern das Haus zu verlassen. Die folgende Zeit war eine Periode des Umherwanderns, ohne festen Wohnsitz.
Kims Leben auf der Straße wird detailliert beschrieben in seiner ersten Gedichtsammlung. Er beschreibt seine diversen Berufe, wie z. B. Lastenträger, Rikscha-Fahrer, Statist in einem Film und Mitarbeiter einer Räumungsfirma in einem Dorf, das aufgrund eines Sanierungsprojekts abgerissen wurde. Er schreibt außerdem von der Zeit, in der er sein Blut verkaufen musste, um sich etwas zu essen kaufen zu können, von seinem Leben als Dieb und schließlich von der Zeit als Handlanger für eine Gang im Gefängnis. Mit sechzehn Jahren kam er zum ersten Mal ins Gefängnis. Sein Leben dort war im Gegensatz zu der Mühsal, das ihn draußen erwartete, eine Erleichterung. Im Gefängnis bekam er wenigstens zu essen, Klamotten und vor allem hatte er Zeit zum Lesen. Im Gefängnis war es besser als draußen. Er nannte es 'meinen Klassenraum, mein Arbeitszimmer'.
Seine Gedichte sind Aufzeichnungen eines Menschen, der weiß, wie das Leben am Boden der Gesellschaft aussieht. Jedoch enthalten sie nicht die alles verzehrende Wut über die Gesellschaft oder die Feindseligkeit, die man von einem Dichter mit seinem Hintergrund erwarten würde. Er macht der kapitalistischen Gesellschaft angesichts von Unterdrückung der Arbeiter oder von Widersprüchen in der sozialen Struktur keine Vorwürfe. Seine Gedichte werfen einen verständnisvollen Blick auf die strapazierten Leben derer, die ganz unten in der Gesellschaft gelandet sind und umarmt sie warmherzig. Seine Gedichte sprechen mit leisen Stimmen, flüsternd spenden sie Trost und reflektieren die Erfahrungen der Arbeiter.

## Arbeiten

### Koreanisch

#### Gedichtsammlungen
- 버려진 사람들 Menschen, im Stich gelassen (1988)
- 개같은 날들의 기록 Aufzeichnungen aus miserablen Tagen (1990) ISBN 8933810099
- 몽유 속을 걷다 Schlafwandeln (1998)
- 도장골 시편 Gedichte aus dem Tojang-Tal (2007) ISBN 9788960210295

#### Erzählungen
- 고백 1·2 Geständnis 1+2 (1994)
- 기계 앵무새 Maschinen-Papagei (1997) ISBN 89-338-0092-1
- 달은 어디에 있나 1·2 Wo ist der Mond 1+2 (2003)

## Auszeichnungen
- 2005: 천상병 시상 (Chŏn Sang-byŏng-Lyrikpreis)
- 2006: 노작문학상 (Nojak Literaturpreis)
- 2006: 소월시문학상 우수상 (Sowŏl Lyrikpreis)